# LVF – Marco Polo - Poleni
Az LVF MAarco Polo - Poleni egy szerkocsis gőzmozdonysorozat volt az osztrák-magyar Lombardisch-venetianische Ferdinands-Bahn (LVF) magánvasúttársaságnál.
A négy gőzmozdonyt a Wien-Raab (Gloggnitzer) Bhan mozdonygyára készítette az LVF-nek 1847-ben. A mozdonyok a kor szokásának megfelelően a MARCO POLO, SCALIGERO, BERICO és POLENI neveket kapták. A Déli Vasút besorozta őket 23 I sorozatba. 1867-ben a négy mozdony a Strade Ferrate Alta Italia-hoz került, (SFAI) ahol 801-804 pályaszámokat kaptak. 1872-ben eladták őket.
Egy nem bizonyított feltevés szerint ez a négy mozdony azonos a WRB Fahrafeld - Felixdorf néven gyártottakkal. Ha ez a feltevés igaz, ugyanezeket a neveket még 1A1 mozdonyok is kapták a gyártól,  melyek megegyeztek a gyár LVF Adda – Alpone sorozatával.  Miután azok 1862 előtt selejtezve lettek kapták meg ezeket a neveket másodikként miután az SB olasz-déltiroli hálózatába kerültek.

## Fordítás
- Ez a szócikk részben vagy egészben  a   LVF – Marco Polo bis Poleni című német Wikipédia-szócikk ezen változatának fordításán alapul.  Az eredeti cikk szerkesztőit annak laptörténete sorolja fel. Ez a jelzés csupán a megfogalmazás eredetét és a szerzői jogokat jelzi, nem szolgál a cikkben szereplő információk forrásmegjelöléseként. Az eredeti szócikk forrásai szintén ott találhatóak.